# Powiat białowieski
Powiat białowieski – powiat utworzony 12 grudnia 1920 r. pod Zarządem Terenów Przyfrontowych i Etapowych z części powiatów prużańskiego (gminy: Białowieża, Masiewo i Suchopol) i brzeskiego (gminy: Połowce, Wierzchowice, Dmitrowicze i Dworce). Siedzibą władz powiatowych była wieś Białowieża. W powiecie nie było miast, a jedynym miasteczkiem była Narewka Mała (1205 mieszk. w 1921 roku).
19 lutego 1921 roku powiat został przyłączony do województwa białostockiego II Rzeczypospolitej. Równocześnie gminy Dmitrowicze, Dworce (zniesiona w 1928), P(o)łowce (zniesiona w 1928) i Wierzchowice powróciły do powiatu brzeskiego. Powiat składający się już tylko z trzech gmin wiejskich (Białowieża, Masiewo i Suchopol) został zniesiony rozporządzeniem Rady Ministrów z dnia 11 lipca 1922 roku z dniem 1 sierpnia 1922, a wchodzące w jego skład gminy zostały przyłączone do powiatu bielskiego w woj. białostockim (gminę Suchopol włączono później – w 1926 – ponownie do powiatu prużańskiego w woj. poleskim).

## Demografia
Według spisu powszechnego z 1921 roku, powiat zamieszkiwało 17879 osób, w tym 8921 (49,9%) Białorusinów, 7955 (44,5%) Polaków, 841 (4,7%) Żydów, 117 (0,7%) Rosjan, 36 (0,2%) Rusinów, 5 Niemców, 2 Estończyków, 1 Ormianin i 1 Słowak.

## Religia
Według spisu powszechnego z 1921 roku, 14058 (78,6%) mieszkańców powiatu wyznawało prawosławie, 2363 (13,2%) rzymski katolicyzm, 1349 (7,5%) judaizm, 106 (0,6%) protestantyzm, 2 islam, w przypadku jednej osoby nie ustalono wyznania.

## Starostowie
- Stefan Mazurkiewicz (–1923)[8]